# Grande Prêmio da Turquia de 2021
O Grande Prêmio da Turquia de 2021 foi a décima sexta etapa do Campeonato Mundial de 2021 da Fórmula 1. Foi disputado em 10 de outubro de 2021 no Istanbul Park, Istambul, Turquia.
Esteban Ocon fez uma corrida completa sem ir aos boxes o que não acontecia desde o Grande Prêmio de Mônaco de 1997 com Mika Salo.

## Relatório

### Antecedentes
Inicialmente, o Grande Prêmio da Turquia foi adicionado, em 28 de abril de 2021, ao calendário de 2021 da Fórmula 1 como substituto do Grande Prêmio do Canadá, que estava previsto para ocorrer em 13 de junho, mas havia sido cancelado por conta das medidas restritivas de viagens impostas pelo governo local por conta da pandemia de COVID-19. Contudo, devido aos impactos da pandemia, a etapa da Turquia também foi cancelada e substituída pelo Grande Prêmio da Estíria. Entretanto, em 4 de junho, devido as restrições da pandemia, a FIA confirmou o cancelamento do Grande Prêmio de Singapura. Com isso, em 25 de junho, o Grande Prêmio da Turquia retornou novamente ao calendário de 2021, desta vez, como substituto da etapa de Singapura que seria realizado em 10 de outubro.
Pintura especial da Red Bull Racing
A Red Bull Racing divulgou na quinta-feira (7), a pintura especial que adotará neste fim de semana do Grande Prêmio da Turquia (data que originalmente pertencia ao Grande Prêmio do Japão) em homenagem à Honda, sua fornecedora de motores e que deixará a Fórmula 1 em 2022. O modelo possui as cores branca e vermelha e dizeres de "obrigado" na escrita japonesa. As cores lembram o primeiro carro japonês a vencer na Fórmula 1, o Honda RA 272, pilotado por Richie Ginther no Grande Prêmio do México de 1965.
A equipe também anunciou que a parceria com a marca nipônica continua em outras áreas como a Academia de Pilotos e o desenvolvimento da unidade de potência própria que o time está desenvolvendo para 2023.

### Limites da pista
Os limites de pista serão monitorados nas saídas das curvas 1, 6 e 14 e também na área de escape da curva 9:
Curva 1
Um dos trechos mais complicados da pista, com uma forte freada em descida, localizado logo após a reta dos boxes. Por isso, os pilotos não poderão passar com as quatro rodas após a linha branca no local - no Istanbul Park, a zebra não entra nos limites de pista.
Curva 6
Uma curva de 90º, importante para os pilotos carregarem velocidade para a desafiadora curva 8, com quatro vértices e três tangências. Por isso, os pilotos não poderão passar com as quatro rodas após a linha branca.
Curva 9
Uma chicane localizado logo após um enorme trecho de aceleração da pista, que inclui a 8 e um trecho de reta logo após. Quem tiver de ir na área de escape ou passar com as quatro rodas fora da pista, só poderá voltar à pista após contornar o obstáculo e sem levar vantagem, contornando o cone colocado na parte de fora.
Curva 14
A última curva do circuito, de baixa velocidade, parte de uma variante antes da reta dos boxes. Os pilotos não poderão passar com as quatro rodas após a linha branca na saída.

## Pneus
| Nome do composto | Cor | Banda de rolamento | Condições de Tempo | Dry Type                           | Aderência       | Longevidade   |
| ---------------- | --- | ------------------ | ------------------ | ---------------------------------- | --------------- | ------------- |
| Macio (C4)       |     | Slick (P Zero)     | Seco               | Soft                               | Mais aderência  | Menos durável |
| Médio (C3)       |     | Slick (P Zero)     | Seco               | Medium                             | Médio           | Médio         |
| Duro (C2)        |     | Slick (P Zero)     | Seco               | Hard                               | Menos aderência | Mais durável  |
| Intermediário    |     | Sulcos (Cinturato) | Molhado            | Intermediate (água não estagnante) | —               | —             |
| Chuva            |     | Sulcos (Cinturato) | Molhado            | Wet (água estagnante)              | —               | —             |

| Escolhas de Pneus de cada piloto para o GP dda Turquia: | Escolhas de Pneus de cada piloto para o GP dda Turquia: | Escolhas de Pneus de cada piloto para o GP dda Turquia: | Escolhas de Pneus de cada piloto para o GP dda Turquia: | Escolhas de Pneus de cada piloto para o GP dda Turquia: | Escolhas de Pneus de cada piloto para o GP dda Turquia: |
| ------------------------------------------------------- | ------------------------------------------------------- | ------------------------------------------------------- | ------------------------------------------------------- | ------------------------------------------------------- | ------------------------------------------------------- |
| Nº                                                      | Pilotos                                                 | Equipe(s)                                               | Duro                                                    | Médio                                                   | Macio                                                   |
| 44                                                      | Lewis Hamilton                                          | Mercedes                                                |                                                         |                                                         |                                                         |
| 77                                                      | Valtteri Bottas                                         | Mercedes                                                |                                                         |                                                         |                                                         |
| 11                                                      | Sergio Pérez                                            | Red Bull Racing-Honda                                   |                                                         |                                                         |                                                         |
| 33                                                      | Max Verstappen                                          | Red Bull Racing-Honda                                   |                                                         |                                                         |                                                         |
| 3                                                       | Daniel Ricciardo                                        | McLaren-Mercedes                                        |                                                         |                                                         |                                                         |
| 4                                                       | Lando Norris                                            | McLaren-Mercedes                                        |                                                         |                                                         |                                                         |
| 5                                                       | Sebastian Vettel                                        | Aston Martin-Mercedes                                   |                                                         |                                                         |                                                         |
| 18                                                      | Lance Stroll                                            | Aston Martin-Mercedes                                   |                                                         |                                                         |                                                         |
| 14                                                      | Fernando Alonso                                         | Alpine-Renault                                          |                                                         |                                                         |                                                         |
| 31                                                      | Esteban Ocon                                            | Alpine-Renault                                          |                                                         |                                                         |                                                         |
| 16                                                      | Charles Leclerc                                         | Ferrari                                                 |                                                         |                                                         |                                                         |
| 55                                                      | Carlos Sainz Jr.                                        | Ferrari                                                 |                                                         |                                                         |                                                         |
| 10                                                      | Pierre Gasly                                            | AlphaTauri-Honda                                        |                                                         |                                                         |                                                         |
| 22                                                      | Yuki Tsunoda                                            | AlphaTauri-Honda                                        |                                                         |                                                         |                                                         |
| 7                                                       | Kimi Raikkonen                                          | Alfa Romeo-Ferrari                                      |                                                         |                                                         |                                                         |
| 99                                                      | Antonio Giovinazzi                                      | Alfa Romeo-Ferrari                                      |                                                         |                                                         |                                                         |
| 9                                                       | Nikita Mazepin                                          | Haas-Ferrari                                            |                                                         |                                                         |                                                         |
| 47                                                      | Mick Schumacher                                         | Haas-Ferrari                                            |                                                         |                                                         |                                                         |
| 6                                                       | Nicholas Latifi                                         | Williams-Mercedes                                       |                                                         |                                                         |                                                         |
| 63                                                      | George Russell                                          | Williams-Mercedes                                       |                                                         |                                                         |                                                         |

## Resultados

### Treino classificatório
| 1                        | 44 | Lewis Hamilton     | Mercedes              | 1:24.585 | 1:23.082 | 1:22.868 | 11 |
| 2                        | 77 | Valtteri Bottas    | Mercedes              | 1:25.047 | 1:23.579 | 1:22.998 | 1  |
| 3                        | 33 | Max Verstappen     | Red Bull Racing-Honda | 1:24.592 | 1:23.732 | 1:23.196 | 2  |
| 4                        | 16 | Charles Leclerc    | Ferrari               | 1:24.869 | 1:24.015 | 1:23.265 | 3  |
| 5                        | 10 | Pierre Gasly       | AlphaTauri-Honda      | 1:24.704 | 1:23.817 | 1:23.326 | 4  |
| 6                        | 14 | Fernando Alonso    | Alpine-Renault        | 1:25.174 | 1:23.914 | 1:23.477 | 5  |
| 7                        | 11 | Sergio Pérez       | Red Bull Racing-Honda | 1:24.963 | 1:23.961 | 1:23.706 | 6  |
| 8                        | 4  | Lando Norris       | McLaren-Mercedes      | 1:25.138 | 1:24.642 | 1:23.954 | 7  |
| 9                        | 18 | Lance Stroll       | Aston Martin-Mercedes | 1:25.511 | 1:24.601 | 1:24.305 | 8  |
| 10                       | 22 | Yuki Tsunoda       | AlphaTauri-Honda      | 1:25.409 | 1:24.054 | 1:24.368 | 9  |
| 11                       | 5  | Sebastian Vettel   | Aston Martin-Mercedes | 1:25.787 | 1:24.795 | —        | 10 |
| 12                       | 31 | Esteban Ocon       | Alpine-Renault        | 1:25.422 | 1:24.842 | —        | 12 |
| 13                       | 63 | George Russell     | Williams-Mercedes     | 1:25.417 | 1:25.007 | —        | 13 |
| 14                       | 47 | Mick Schumacher    | Haas-Ferrari          | 1:25.555 | 1:25.200 | —        | 14 |
| 15                       | 55 | Carlos Sainz Jr.   | Ferrari               | 1:25.177 | S/Tempo  | —        | 19 |
| 16                       | 3  | Daniel Ricciardo   | McLaren-Mercedes      | 1:25.881 | —        | —        | 20 |
| 17                       | 6  | Nicholas Latifi    | Williams-Mercedes     | 1:26.086 | —        | —        | 15 |
| 18                       | 99 | Antonio Giovinazzi | Alfa Romeo-Ferrari    | 1:26.430 | —        | —        | 16 |
| 19                       | 7  | Kimi Räikkönen     | Alfa Romeo-Ferrari    | 1:27.525 | —        | —        | 17 |
| 20                       | 9  | Nikita Mazepin     | Haas-Ferrari          | 1:28.449 | —        | —        | 18 |
| Tempo dos 107%: 1:30.505 |    |                    |                       |          |          |          |    |
| Fonte:                   |    |                    |                       |          |          |          |    |

Notas

### Corrida
| Pos.                                                                   | Nu. | Piloto             | Construtor            | Voltas | Tempo/Retirado | Pit Stop | Pneus                                                   | Grid | Pontos |
| ---------------------------------------------------------------------- | --- | ------------------ | --------------------- | ------ | -------------- | -------- | ------------------------------------------------------- | ---- | ------ |
| 1                                                                      | 77  | Valtteri Bottas    | Mercedes              | 58     | 1:31:04.103    | 1        | Intermediário Novo · Intermediário Novo                 | 1    | 25+1   |
| 2                                                                      | 33  | Max Verstappen     | Red Bull Racing-Honda | 58     | +14.584        | 1        | Intermediário Novo · Intermediário Novo                 | 2    | 18     |
| 3                                                                      | 11  | Sergio Pérez       | Red Bull Racing-Honda | 58     | +33.471        | 1        | Intermediário Novo · Intermediário Novo                 | 6    | 15     |
| 4                                                                      | 16  | Charles Leclerc    | Ferrari               | 58     | +37.814        | 1        | Intermediário Novo · Intermediário Novo                 | 3    | 12     |
| 5                                                                      | 44  | Lewis Hamilton     | Mercedes              | 58     | +41.812        | 1        | Intermediário Novo · Intermediário Novo                 | 11   | 10     |
| 6                                                                      | 10  | Pierre Gasly       | AlphaTauri-Honda      | 58     | +44.292        | 1        | Intermediário Novo · Intermediário Novo                 | 4    | 8      |
| 7                                                                      | 4   | Lando Norris       | McLaren-Mercedes      | 58     | +47.213        | 1        | Intermediário Novo · Intermediário Novo                 | 7    | 6      |
| 8                                                                      | 55  | Carlos Sainz Jr.   | Ferrari               | 58     | +51.526        | 1        | Intermediário Novo · Intermediário Novo                 | 19   | 4      |
| 9                                                                      | 18  | Lance Stroll       | Aston Martin-Mercedes | 58     | +1:22.018      | 1        | Intermediário Novo · Intermediário Novo                 | 8    | 2      |
| 10                                                                     | 31  | Esteban Ocon       | Alpine-Renault        | 57     | +1 volta       | 0        | Intermediário Novo                                      | 12   | 1      |
| 11                                                                     | 99  | Antonio Giovinazzi | Alfa Romeo-Ferrari    | 57     | +1 volta       | 1        | Intermediário Novo · Intermediário Novo                 | 16   |        |
| 12                                                                     | 7   | Kimi Räikkönen     | Alfa Romeo-Ferrari    | 57     | +1 volta       | 1        | Intermediário Novo · Intermediário Novo                 | 17   |        |
| 13                                                                     | 3   | Daniel Ricciardo   | McLaren-Mercedes      | 57     | +1 volta       | 1        | Intermediário Novo · Intermediário Novo                 | 20   |        |
| 14                                                                     | 22  | Yuki Tsunoda       | AlphaTauri-Honda      | 57     | +1 volta       | 1        | Intermediário Novo · Intermediário Novo                 | 9    |        |
| 15                                                                     | 63  | George Russell     | Williams-Mercedes     | 57     | +1 volta       | 1        | Intermediário Novo · Intermediário Novo                 | 13   |        |
| 16                                                                     | 14  | Fernando Alonso    | Alpine-Renault        | 57     | +1 volta       | 1        | Intermediário Novo · Intermediário Novo                 | 5    |        |
| 17                                                                     | 6   | Nicholas Latifi    | Williams-Mercedes     | 57     | +1 volta       | 1        | Intermediário Novo · Intermediário Novo                 | 15   |        |
| 18                                                                     | 5   | Sebastian Vettel   | Aston Martin-Mercedes | 57     | +1 volta       | 2        | Intermediário Novo · Médio C3 Novo · Intermediário Novo | 10   |        |
| 19                                                                     | 47  | Mick Schumacher    | Haas-Ferrari          | 56     | +2 voltas      | 1        | Intermediário Novo · Intermediário Novo                 | 14   |        |
| 20                                                                     | 9   | Nikita Mazepin     | Haas-Ferrari          | 56     | +2 voltas      | 1        | Intermediário Novo · Intermediário Novo                 | 18   |        |
| Volta mais rápida: Valtteri Bottas (Mercedes) – 1:30.432 (na volta 58) |     |                    |                       |        |                |          |                                                         |      |        |
| Fonte:                                                                 |     |                    |                       |        |                |          |                                                         |      |        |

## Curiosidades
- Última vitória de Valtteri Bottas na Mercedes além de ser a única dele na temporada.
- Nona corrida que todos os carros completaram a prova.

## Voltas na liderança
| Nº de Voltas | Piloto          | Voltas      |
| ------------ | --------------- | ----------- |
| 49           | Valtteri Bottas | 1–37; 47–58 |
| 9            | Charles Leclerc | 38–46       |

## 2021DHLFastest Pit Stop Award

### Resultado
| 1      | 33 | Max Verstappen     | Red Bull Racing-Honda | 2.15 | 25 |
| 2      | 5  | Sebastian Vettel   | Aston Martin-Mercedes | 2.28 | 18 |
| 3      | 44 | Lewis Hamilton     | Mercedes              | 2.36 | 15 |
| 4      | 77 | Valtteri Bottas    | Mercedes              | 2.52 | 12 |
| 5      | 11 | Sergio Pérez       | Red Bull Racing-Honda | 2.56 | 10 |
| 6      | 99 | Antonio Giovinazzi | Alfa Romeo-Ferrari    | 2.70 | 8  |
| 7      | 3  | Daniel Ricciardo   | McLaren-Mercedes      | 2.81 | 6  |
| 8      | 7  | Kimi Raikkonen     | Alfa Romeo-Ferrari    | 2.90 | 4  |
| 9      | 4  | Lando Norris       | McLaren-Mercedes      | 3.10 | 2  |
| 10     | 16 | Charles Leclerc    | Ferrari               | 3.10 | 1  |
| Fonte: |    |                    |                       |      |    |

### Classificação
| Tabela do DHL Fastest Pit Stop Award \| Pos \| Construtor \| Pontos \| \| --- \| --------------------- \| ------ \| \| 1 \| Red Bull Racing-Honda \| 395 \| \| 2 \| Mercedes \| 226 \| \| 3 \| Aston Martin-Mercedes \| 162 \| \| 4 \| Williams-Mercedes \| 161 \| \| 5 \| Alfa Romeo-Ferrari \| 151 \| \| 6 \| Ferrari \| 126 \| \| 7 \| Alpine-Renault \| 116 \| \| 8 \| McLaren-Mercedes \| 97 \| \| 9 \| AlphaTauri-Honda \| 82 \| \| 10 \| Haas-Ferrari \| 1 \| |                       |        |
| Pos | Construtor            | Pontos |
| 1 | Red Bull Racing-Honda | 395    |
| 2 | Mercedes              | 226    |
| 3 | Aston Martin-Mercedes | 162    |
| 4 | Williams-Mercedes     | 161    |
| 5 | Alfa Romeo-Ferrari    | 151    |
| 6 | Ferrari               | 126    |
| 7 | Alpine-Renault        | 116    |
| 8 | McLaren-Mercedes      | 97     |
| 9 | AlphaTauri-Honda      | 82     |
| 10 | Haas-Ferrari          | 1      |

## Tabela do campeonato após a corrida
Somente as cinco primeiras posições estão incluídas nas tabelas.
| Pos | Piloto          | Pontos | Var |
| --- | --------------- | ------ | --- |
| 1   | Max Verstappen  | 262.5  | 1   |
| 2   | Lewis Hamilton  | 256.5  | 1   |
| 3   | Valtteri Bottas | 177    | 0   |
| 4   | Lando Norris    | 145    | 0   |
| 5   | Sergio Pérez    | 135    | 0   |

| Pos | Construtor            | Pontos | Var |
| --- | --------------------- | ------ | --- |
| 1   | Mercedes              | 433.5  | 0   |
| 2   | Red Bull Racing-Honda | 397.5  | 0   |
| 3   | McLaren-Mercedes      | 240    | 0   |
| 4   | Ferrari               | 232.5  | 0   |
| 5   | Alpine-Renault        | 104    | 0   |